# Lac Chambon
Pour les articles homonymes, voir Chambon.
Ne doit pas être confondu avec le lac du Chambon dans l'Isère et le lac de Chambon dans l'Indre.
Le lac Chambon est un lac français d'origine volcanique situé dans les monts Dore, dans le département du Puy-de-Dôme, en région Auvergne-Rhône-Alpes.

## Description
Le lac Chambon a été formé par le volcan le Tartaret qui a obstrué le lit de la Couze Chambon. Peu profond (4 m), mais assez vaste (60 hectare), il est situé à 875 m d'altitude. Principalement situé sur la commune de Chambon-sur-Lac, sa partie sud-est se trouve sur la commune de Murol. Ses rives sont très découpées, sauf à l'est et au nord-ouest où deux plages ont été aménagées pour la baignade et les activités nautiques.

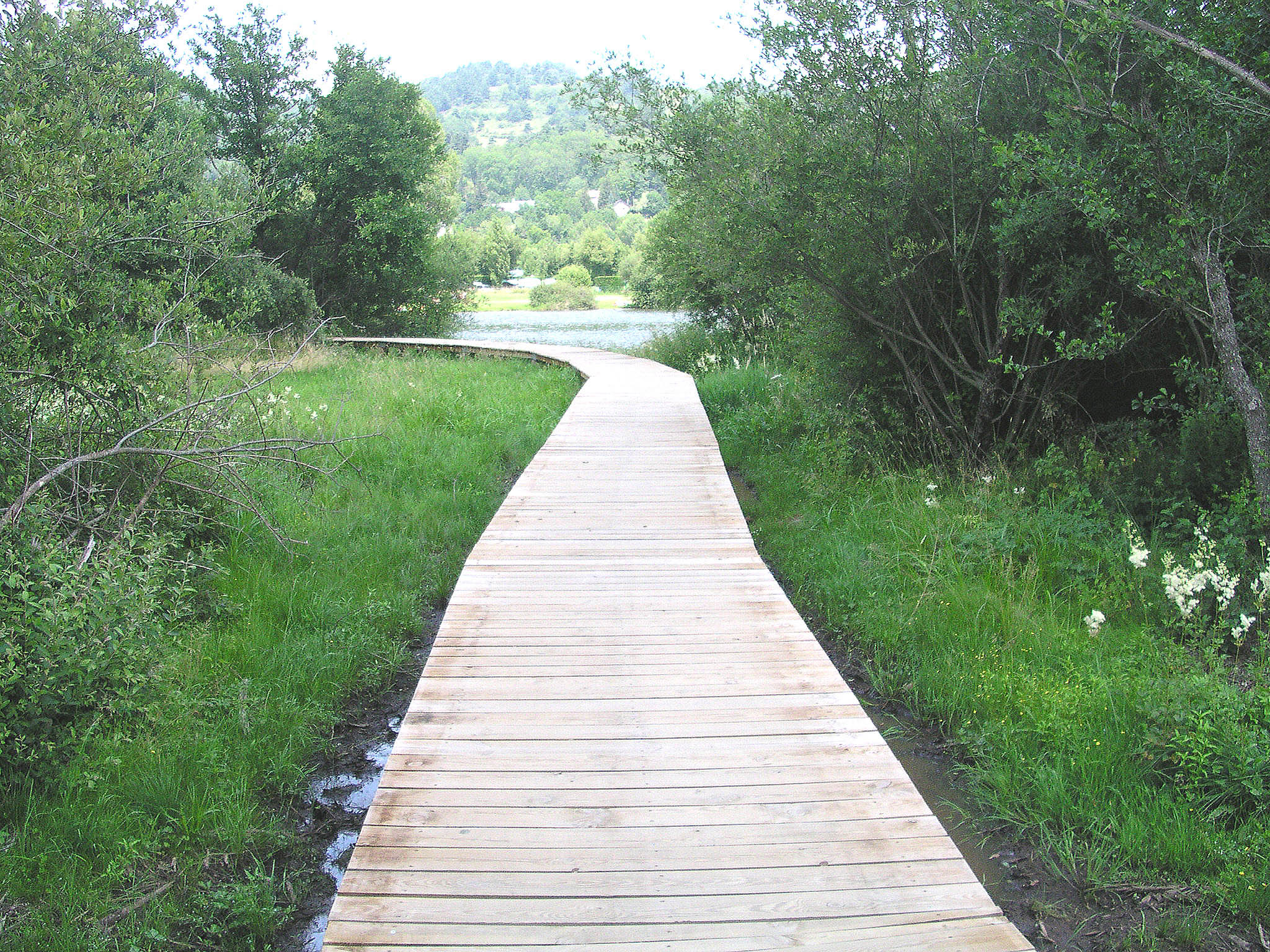
Le sentier sur pilotis.

Un sentier permet d'en faire le tour en environ une heure. Une partie du sentier a été réaménagée en 2006 et des portions sur pilotis permettent de suivre la rive du lac en passant dans les zones marécageuses.
Le tour du lac fait 3,5 km.
Au nord du lac Chambon se dresse une aiguille rocheuse dite « Saut de la Pucelle », ancien vestige du volcan la « dent du Marais ». Une légende raconte qu'une jeune bergère, pour échapper à une tentative de viol de la part du seigneur, se serait jetée du haut de cet éperon rocheux, s'élevant à près de 100 m, et aurait miraculeusement atterri indemne. Elle se serait vantée de son exploit au village et, devant l'incrédulité des villageois, aurait voulu recommencer, mais cette fois se serait écrasée au sol.
À proximité du lac Chambon se trouvent l'ancienne station de ski de Chambon-des-Neiges et le château de Murol.

## Galerie

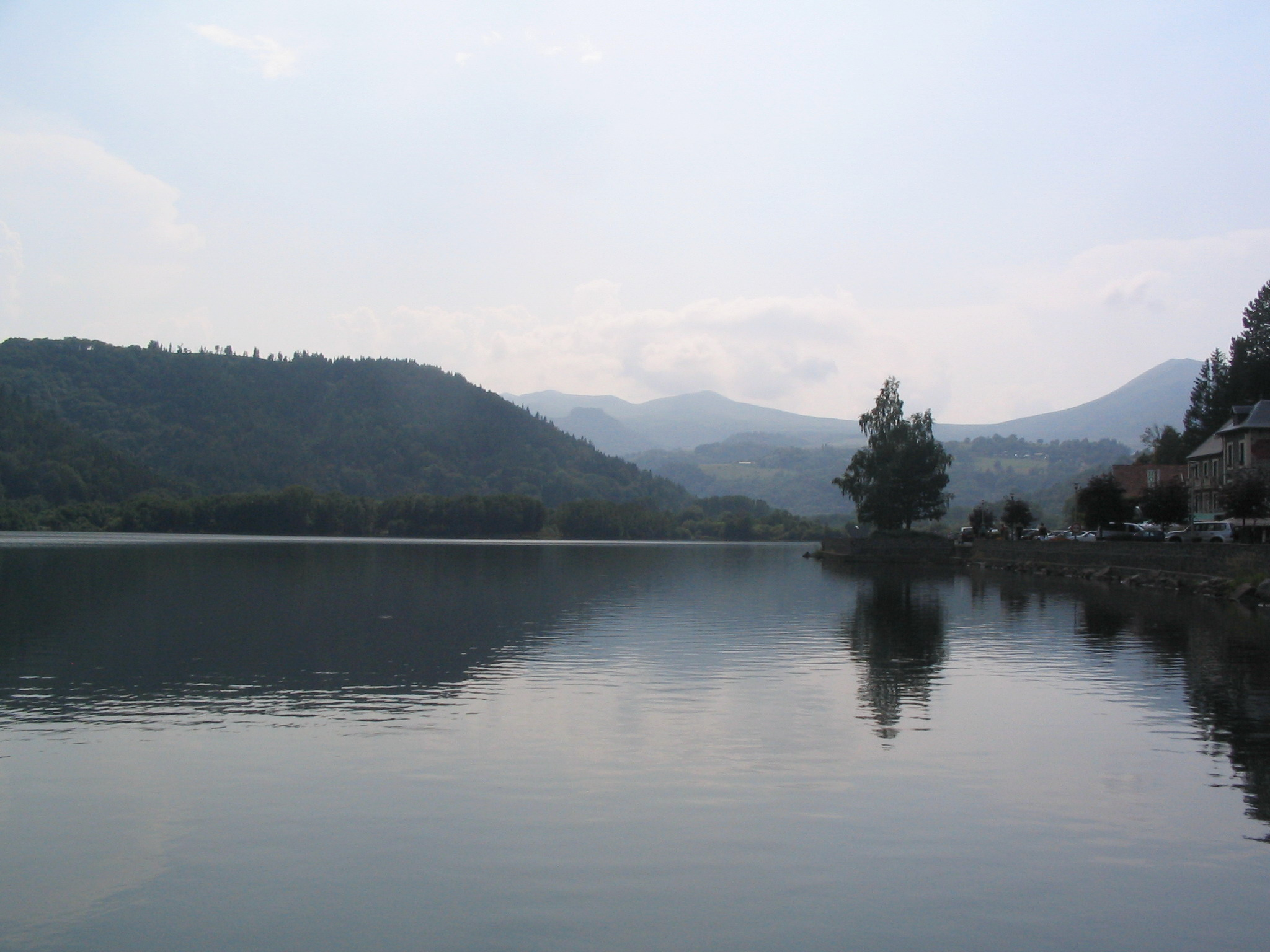
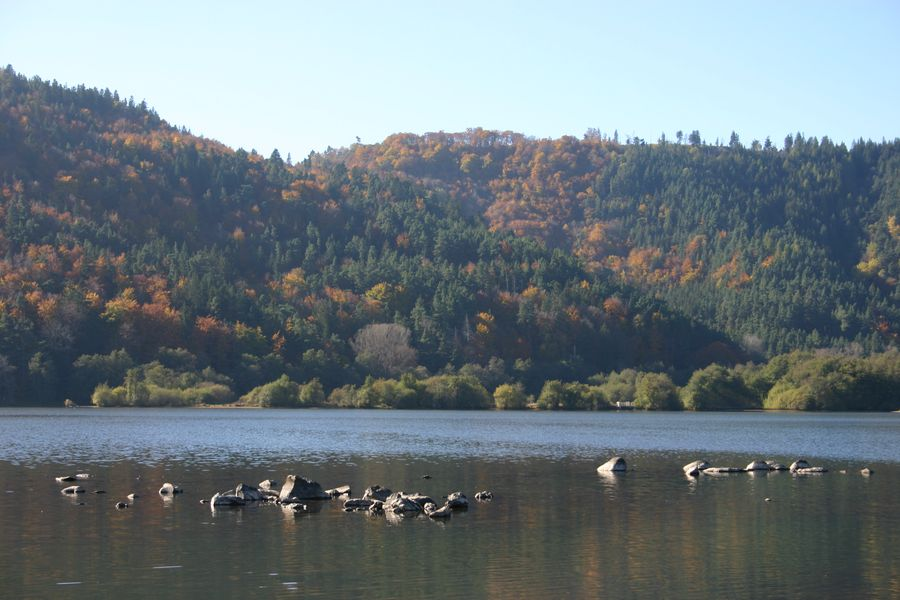
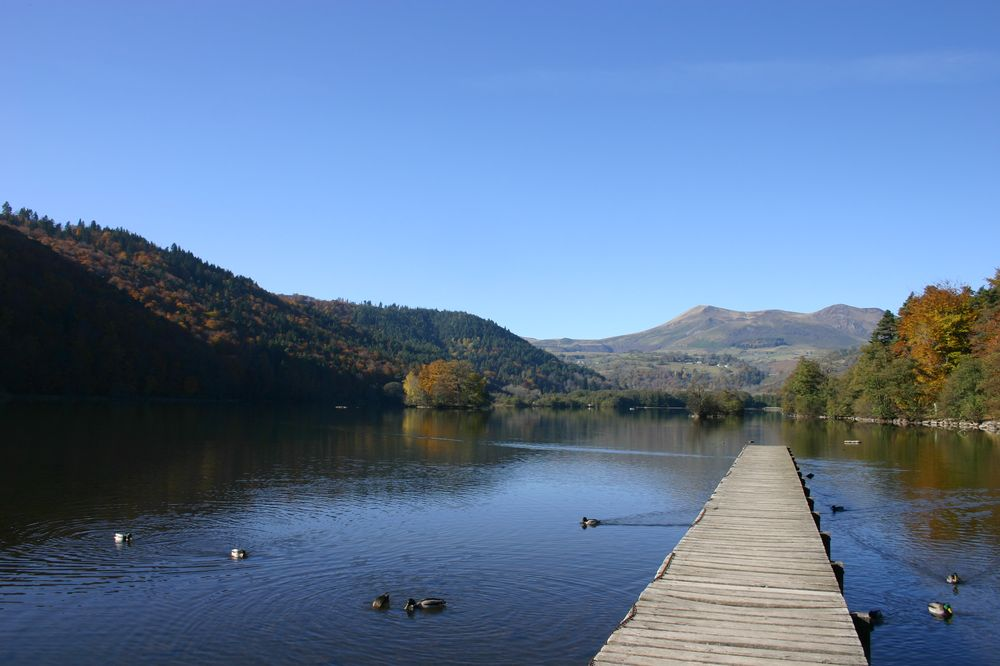
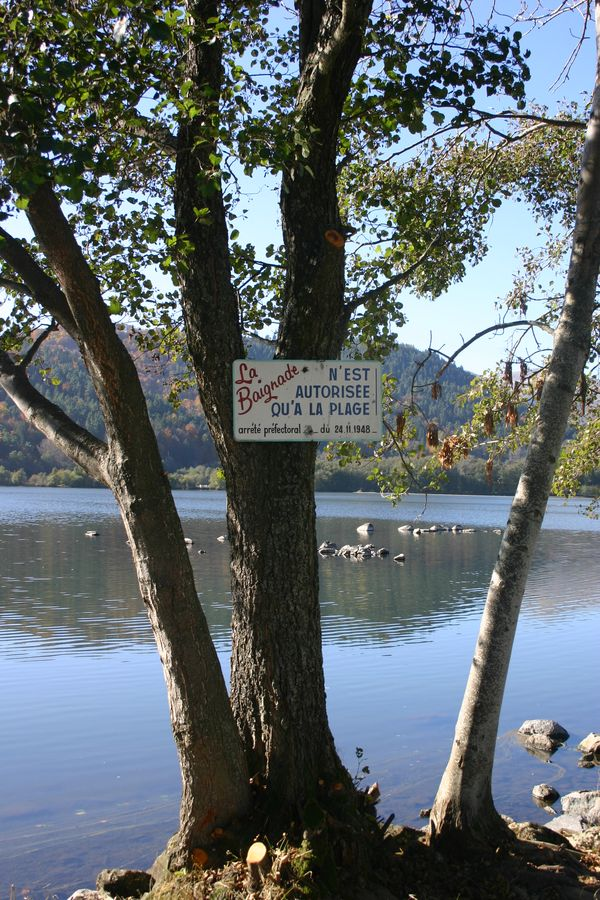